# Mallodonopsis mexicanus
Mallodonopsis mexicanus (лат.) — вид жуков-усачей из подсемейства прионин. Распространён в Центральной и Южной Америке — в Мексике, Венесуэле, Колумбии, Панаме и Эквадоре.

## Синонимы
По данным сайта BioLib, на май 2016 года в синонимику вида входят:
- Aplagiognathus serratus (Thomson, 1860)
- Basitoxus (Mallodonopsis) mexicanus (Thomson, 1860)
- Mallodonopsis mexicana Thomson, 1860
- Mallodonopsis serrata Thomson, 1860